# Montecarotto
Montecarotto – miejscowość i gmina we Włoszech, w regionie Marche, w prowincji Ankona.
Według danych na styczeń 2010 gminę zamieszkiwało 2148 osób przy gęstości zaludnienia 89,2 os./1 km².